# Brod
Bród je plovilo namenjeno prečenju rek ali drugih voda. Včasih so izraz brod uporabljali za ladje, vendar je danes ta izraz arhaizem. 
Brod je največkrat privezan na jekleni kabel (prej včasih tudi na verigo), napet med bregovoma, da ga rečni tok ne odnese med prečenjem. Brod lahko pri prečenju poganja rečni tok, katerega silo preusmerimo z veslom, ali pa je pogon urejen s posebno vlečno vrvjo in z motornim ali ročnim pogonom.

## Znani brodi v Sloveniji
- Nekdanji brod čez Muro pri Hotizi
- Brod čez Muro pri Sladkem Vrhu, še edini delujoči brod na Muri, ki ima tudi status mejnega prehoda.
- Pobreški brod, v Mariboru.
- Brod čez Muro v Krogu.
- Brod čez Muro v Ižakovcih na Otoku ljubezni.
- Brod čez Muro v Melincih.
- Tinekov brod čez Muro pri Gornji Bistrici.